# Wettmannsberg
Wettmannsberg ist ein Weiler und Ortsteil der kreisfreien Stadt Kempten (Allgäu).

## Geschichte
Eine frühe Erwähnung des Ortes oder Hofes Wettmannsberg erfolgte 1486, als ein „Hanns Hüwel“ das Gut zu „Wertmansperg“ empfing. Den Memminger Vertrag von 1526 unterzeichneten Wettmannsberger Einwohner. 1527 bauten zwei Personen je ein Gut, das dem Fürststift Kempten gehörte.
Der Weiler gehörte zur Hauptmannschaft Lenzfried. In einer Häuserstatistik um 1800 waren drei Bauerngüter verzeichnet, die zusammen eine Fläche von 186,70 Tagewerk (63,61 Hektar) hatten:
- Weixler (83,69)
- Reichart (36,81)
- Bottler (66,20)

1818 wurde Wettmannsberg der neu entstandenen Gemeinde Sankt Mang zugeschlagen, in einer Statistik von einem Jahr später sind 3 Wohngebäude und 20 Einwohner verzeichnet. 1900 lebten auf den 3 Höfen 26 Personen. Bis 1954 stieg die Zahl um sieben an.
Am 1. Juli 1972 wurde Wettmannsberg als Ortsteil der Gemeinde Sankt Mang in Kempten eingemeindet. Am 25. Mai 1987 (Stichtag der Volkszählung) lebten auf den Wettmannsberger Höfen insgesamt 25 Einwohner in 6 Gebäuden mit Wohnraum beziehungsweise in 10 Wohnungen.